# História do açafrão

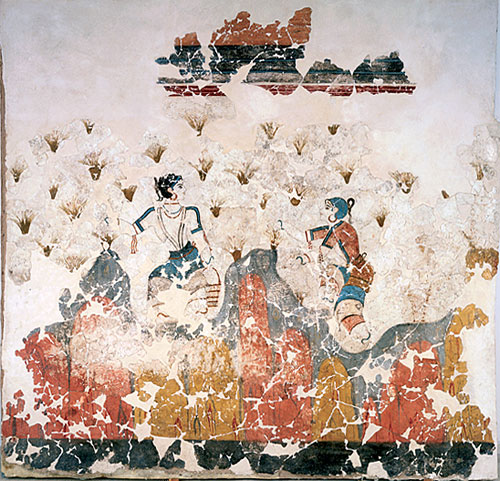
As flores de açafrão croco, representadas como tufos vermelhos, são colhidas por duas mulheres em um afresco da escavação de Acrotíri na ilha Santorini do mar Egeu

O cultivo e o uso do açafrão pelo homem ultrapassam 3500 anos  e abrangem culturas, continentes e civilizações. O açafrão, uma especiaria derivada dos estigmas secos do açafrão croco (Crocus sativus), manteve-se através da história entre as substâncias mais caras do mundo. Com seu sabor amargo, fragrância que lembra feno, e leves notas metálicas, o açafrão é rico em apocarotenoides e tem sido usado como tempero, fragrância, corante e medicamento. O açafrão é um clone geneticamente monomórfico  originário do Sudoeste da Ásia  e cultivado pela primeira vez na Grécia.
O provável precursor silvestre do açafrão croco doméstico é o Crocus cartwrightianus, originário de Creta ou Ásia Central. O C. thomasii e o C. pallasii são outras possíveis fontes. Atualmente, o açafrão croco é um triploide "auto-incompatível" e androestéril. Ele se submete à meiose incomum e por isso é incapaz de se reproduzir independentemente. Toda a propagação é feita com a multiplicação vegetativa manual “dividindo e colocando” um clone acionador ou com a hibridação interespecífica. Se o C. sativus é de fato uma forma mutante do C. cartwrightianus, pode ter surgido no final da Idade do Bronze em Creta.
O homem pode ter cultivado amostras do C. cartwrightianus fazendo a triagem de amostras com estigmas anormalmente longos. O resultante açafrão croco foi documentado em uma referência botânica assíria do século VII a.C. compilada conforme Assurbanípal. Desde então, o açafrão foi comercializado e usado durante quatro milênios, até mesmo como tratamento para noventa distúrbios. O clone C. sativus foi difundido lentamente por quase toda a Eurásia e, então, atingindo partes do Norte de África, América do Norte e Oceania. A produção mundial em grande escala é agora dominada pelo Irão, que responde por cerca de nove décimos da colheita anual.

## Etimologia
Estudioso propõem que زَعْفَرَان (za'faran) é a forma arábica da palavra persa زرپران zarparan, zar + par + -an—"que tem folhas amarelas". Uma forma mais antiga é a palavra acadiana azupiranu, "açafrão". A forma latina safranum é também a fonte da palavra catalã safrà, da palavra italiana zafferano, mas o açafrão, do português e o azafrán do espanhol, vêm da palavra hispano-arábica al-zaferán, que vêm do termo árabe زعفران (Z'.fran). O termo latino crocum é certamente uma palavra emprestada semita. Ela foi adaptada da forma aramaica kurkema por meio do termo árabe kurkum e os intermediários gregos krokos oo karkum, que também significam "amarelado(a)".

## Período minoico e greco-romano

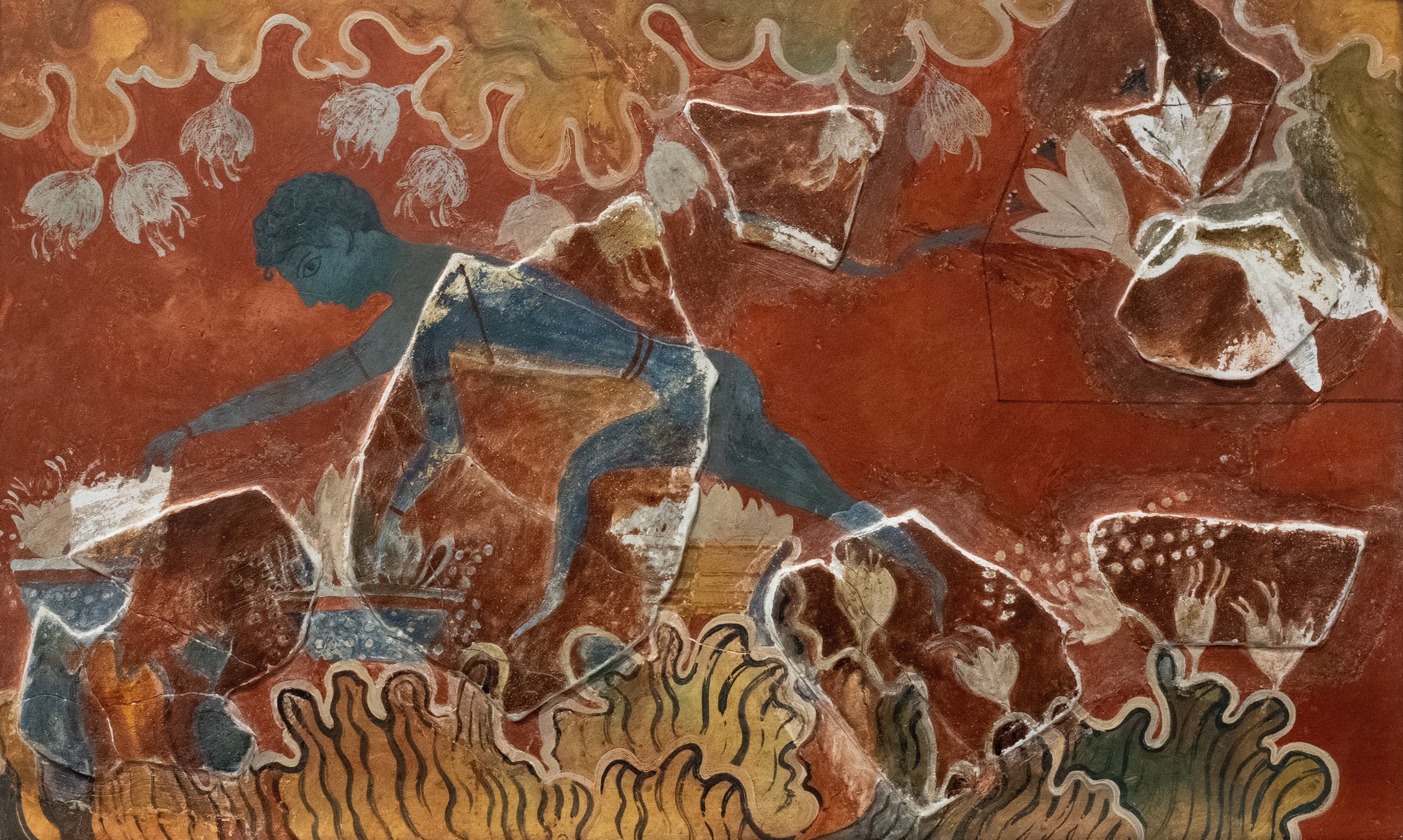
Esta reconstrução imprecisa de um afresco minoico de Cnossos em Creta retrata o que parece ser um homem ou macaco colhendo o croco.

O açafrão desempenhou um papel importante no período pré-clássico greco-romano, desde o século VIII a.C. até o século III d.C. A primeira imagem conhecida do açafrão na cultura pré-grega é muito mais antiga e originária da Idade do Bronze. Uma colheita de açafrão é mostrada nos afrescos do palácio de Cnossos da Creta minoica retratando flores que são colhidas por garotas e macacos. Um desses sítios de afrescos está localizado na construção Xeste 3 de Acrotíri, na ilha egeia de Santorini — os antigos gregos o conheciam como Tera. Esses afrescos datam de 1600 a 1 500 a.C., mas várias outras datas foram atribuídas: 3000 a 1 100 a.C. ou o século XVII a.C. Eles descrevem uma deusa minoica supervisando as flores que são arrancadas e os estigmas que são colhidos para uso na fabricação de um possível medicamento terapêutico. Um afresco do mesmo local também descreve uma mulher usando o açafrão para tratar um sangramento no seu pé. Esses afrescos teranos são as primeiras representações visuais botanicamente precisas do uso do açafrão como medicamento natural. Esse crescente estabelecimento minoico do açafrão foi finalmente destruído por um poderoso terremoto e subsequente erupção vulcânica (a erupção minoica) ocorridos entre 1645 e 1 500 a.C. As cinzas vulcânicas da destruição sepultaram e preservaram esses afrescos de ervas.
Antigas lendas gregas contam que audaciosos marinheiros embarcando em viagens longas e perigosas à remota ilha de Cilícia, onde viajaram para encontrar o que consideravam como o açafrão mais valioso. A lenda helênica mais conhecida do açafrão é a do Croco e da Esmílace: o lindo e jovem Croco vai em busca da ninfa Esmílace, nos bosques próximos a Atenas Em um interlúdio galanteador sobre amor idílico, Esmílace é lisonjeada pelos avanços apaixonados dele, mas logo se cansa de suas intenções. Ele insiste mas ela resiste. Ela enfeitiça Croco e ele transformar-se-ia então num açafrão croco. Seus estigmas alaranjados e radiantes foram criados como um brilho relicto de uma paixão imortal e não correspondida. A tragédia e seu tempero seriam lembrados mais tarde:
| “                             | O Croco e a Esmílace podem ser flores, E, os Curetes nascendo de imensos amores Eu passei por mil lendas adormecido, assim, E com doçura sentir seu sabor para mim. | ” |
| — Ovídio, Poema Metamorfoses. | |   |

Para os antigos mediterrâneos, o açafrão encontrado na cidade costeira ciliciana de Solos era de grande valor, particularmente para uso em perfumes e pomadas. Entretanto, Heródoto e Plínio, o Velho classificaram os concorrentes açafrões assírio e babilônio do Crescente Fértil como os melhores para o tratamento gastrointestinal ou renal. O açafrão grego da Caverna de Corício do monte Parnasso também foi importante: a cor do croco de Corício é mencionada na obra Argonautas de Apolônio de Rodes e a fragrância do croco usada nos epigramas de Marcial.
Cleópatra, que viveu no Egito ptolemaico, usava um pouco de açafrão em seus banhos quentes, pois apreciava suas propriedades cosméticas e de coloração. Ela usava o açafrão antes de se encontrar com homens, acreditando que ele tornaria o ato sexual ainda mais prazeroso. Os curandeiros egípcios usavam o açafrão para tratar todas as variedades de distúrbios gastrointestinais. Para dores estomacais com hemorragia interna, o tratamento egípcio consistia das sementes do açafrão croco misturadas e esmagadas com restos de árvores aager, gordura de gado, coentro e mirra. Essa pomada ou cataplasma era aplicado no corpo. Os médicos acreditavam que isso “expelia o sangue pela boca ou pelo reto, como se fosse um sangue de porco cozido”. Os problemas urinários também eram tratados com uma emulsão à base de óleo feita de flores jovens de açafrão e grãos torrados. Nos homens, isto era usado topicamente. Já as mulheres, ingeriam uma preparação mais complexa.
Na era greco-romana, o açafrão era largamente comercializado pelos fenícios no Mediterrâneo. Seus clientes iam desde fabricantes de perfumes em Roseta, no Egito, até médicos em Gaza e na cidade vizinha de Rodes, que por sua vez usavam bolsas de açafrão a fim de camuflar a presença de conterrâneos mal cheirosos durante as idas ao teatro. Para os gregos, o açafrão era diretamente associado a cortesãs e conselheiras conhecidas como heteras. Grandes tinturarias de Sídon e Tiro usavam o açafrão em banhos como ingrediente substituto. Ali, vestes reais eram mergulhadas três vezes em tinturas roxas. Para as vestes de pretendentes reais e plebeus, os últimos mergulhos eram feitos com açafrão, que criava uma tonalidade roxa menos forte.
Os antigos gregos e romanos valorizavam o açafrão como perfume ou desodorante e o espalhavam em lugares públicos, como saguões reais, cortes e anfiteatros. Como exemplo, quando Nero (r. 54–68) chegou em Roma, as pessoas espalharam açafrão pelas ruas. Além disto, os romanos ricos também usavam o açafrão em banhos diários. O açafrão era usado como rímel, em vinhos, em saguões e ruas como pot-pourri e oferecido a divindades. Colonizadores romanos levaram o açafrão quando povoaram a Gália romana ao Sul, onde foi amplamente cultivado até a invasão bárbara da Itália em 271. Teorias opostas alegam que o açafrão somente retornou à Gália com os mouros do século VIII ou com o Papado de Avinhão no século XIV.

## Oriente Médio e Pérsia

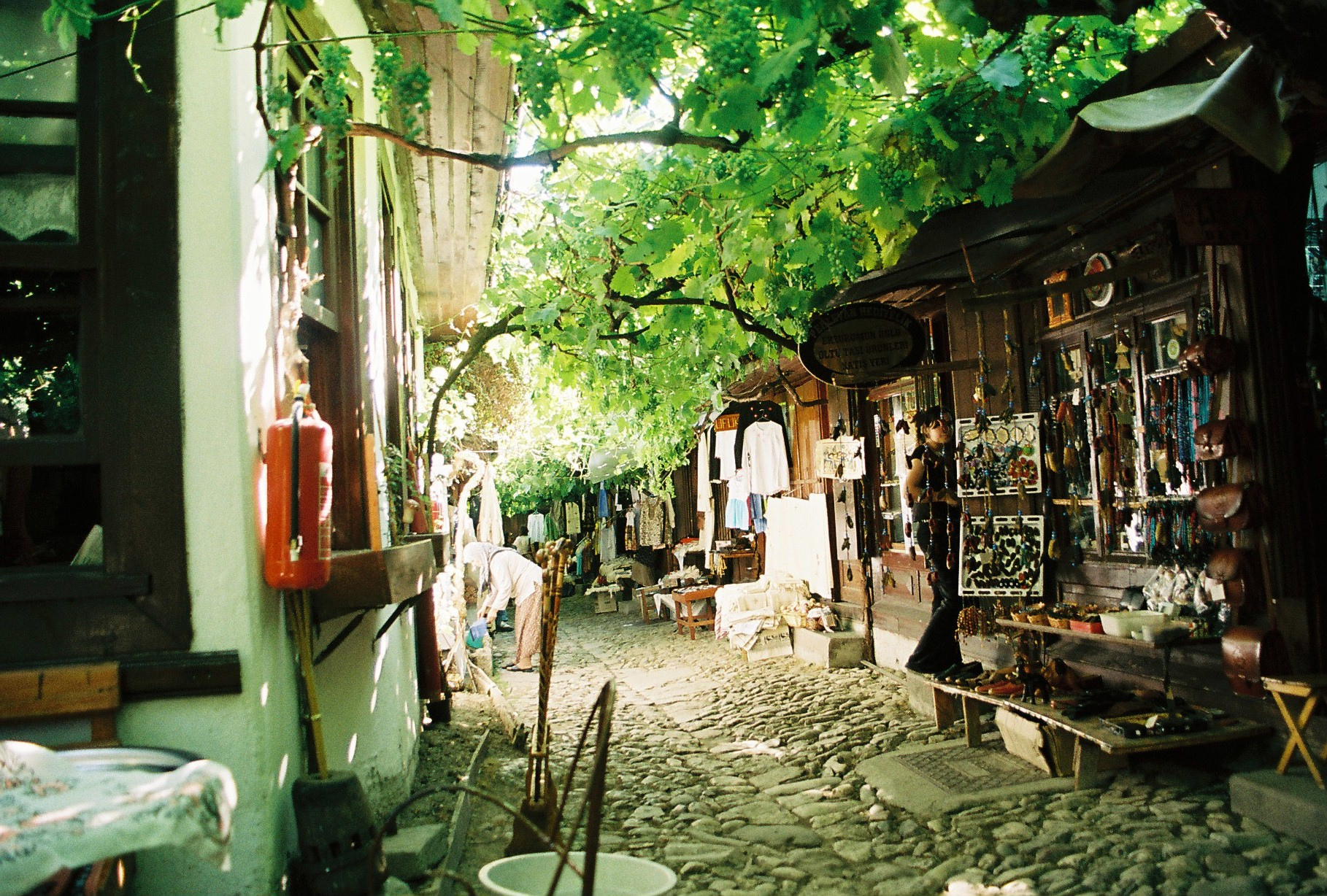
Saframbolu, Turquia.

Pigmentos à base de açafrão foram encontrados em pinturas pré-históricas usadas para ilustrar animais. Essa arte rupestre, de 50 mil anos, foi encontrada no atual Iraque ou noroeste do Império Persa. Apesar de não cultivar o açafrão, os sumérios o usavam como ingrediente em seus medicamentos e poções mágicas. Eles supriam seus armazéns com flores selvagens pois acreditavam que a intervenção divina daria propriedades medicinais ao açafrão.
| “                    | De seus lábios brota a doçura de uma colmeia, minha noiva, e a calda e o leite estão debaixo de sua língua. Seu vestido tem o aroma do Líbano e sua face é um pomar de romãs, um pomar cheio de frutas raras, nardo e açafrão, cana-de-açúcar e canela. | ” |
| — Canções de Salomão | |   |

Na Pérsia Antiga, o açafrão (Crocus sativus 'Hausknechtii') foi cultivado em Derbena e Ispaã no século X a.C.. Lá, fios de açafrão persa foram encontrados entrelaçados em antigos tapetes reais e mortalhas persas. O açafrão era usado por adoradores persas como um ritual de oferenda aos deuses e como um ótimo ingrediente amarelado para tinturas, perfumes e medicamentos. Assim, os fios de açafrão seriam espalhados nos quartos e misturados em chás quentes como um remédio contra a tristeza. De fato, os fios de açafrão persa eram utilizados para temperar comidas e chás, sendo considerados uma espécie de droga e afrodisíaco. Esses rumores se espalharam e serviram de aviso para viajantes evitarem a culinária persa, contaminada de açafrão. Além disso, o açafrão persa era dissolvido com sândalo em água para fazer desodorantes corporais, usados após o trabalho contra o suor. Anos depois, o açafrão persa foi usado por Alexandre, o Grande (r. 336–323 a.C.) e suas tropas durante as batalhas. Eles misturavam o açafrão em chás e o comiam com arroz. Alexandre, particularmente, usava o açafrão em banhos quentes, da mesma maneira que o xá aquemênida Ciro, o Grande (r. 559–530 a.C.). Assim como Ciro, Alexandre acreditava que o açafrão ajudava a curar muitas de suas feridas e sua fé no açafrão aumentou a cada tratamento. Ele inclusive recomendava banhos de açafrão para os homens simples que o serviam. Os soldados gregos, devido às propriedades curativas do açafrão, continuaram a usá-lo depois de retornarem à Macedônia.

## Leste e Sul Asiático

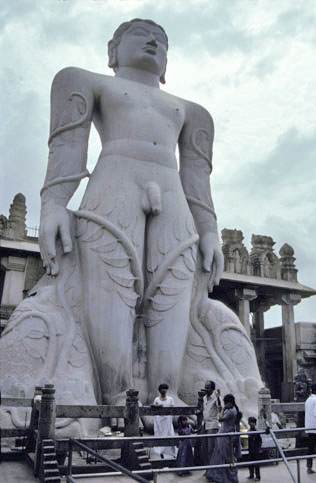
A cada doze anos, durante o Mahamastakabhisheka, milhares de devotos colocam açafrão no monumento chamado Gomateshwara.

Vários relatos divergentes descrevem a chegada do açafrão no Sul e no Leste da Ásia. Os primeiros são relatos históricos encontrados em registros persas. Para os especialistas em açafrão, isto é um indício de que o surgimento desta especiaria se alastrou, primeiramente, na Índia, por meio dos esforços dos governantes para abastecer suas hortas e parques. Isso se cumpriu pela transplantação de cultivo em todo o Império Aquemênida. No século VI a.C., os fenícios começaram a comercializar o novo açafrão caxemiro, fazendo uso de suas amplas rotas comerciais. A partir da sua comercialização, o açafrão da Caxemira passou a ser utilizado em tratamentos contra depressão e como corante de tecido.
Por outro lado, há uma lenda caxemira muito tradicional de que o açafrão surgiu entre os séculos XI e XII d.C., quando dois sufistas ascéticos e itinerantes, Khwaja Masood Wali e Hazrat Sheikh Shariffudin, adentraram a região da Caxemira. Ao ficarem doentes, os estrangeiros suplicaram pela cura da doença para o cacique da tribo local. Segundo boatos, quando o cacique ordenou, os dois entregaram um bulbo da flor de açafrão como pagamento e agradecimento. A partir desse dia, orações são oferecidas para os dois santos durante a colheita do açafrão no outono. Os santos, de fato, tem um santuário e um túmulo de cúpula dourada dedicado a eles na aldeia Pampore, local de comércio do açafrão. No entanto, o poeta e estudioso caxemiro Mohammed Yusuf Teng contesta, afirmando que o povo de Caxemira cultivou açafrão por mais de dois milênios. Na verdade, tal cultivo indígena faz referência às epopeias caxemiras de Tantras Hindus daquela época.
Antigos relatos budistas chineses vindos da ordem monástica de mula-sarvastivada (ou vinaya) relatam, ainda, outra chegada do açafrão na Índia. De acordo com a lenda, Madhyântika (ou Majjhantika), um missionário indiano e budista, foi enviado para a Caxemira no século V a.C. Após sua chegada, ele plantou a primeira safra de açafrão da Caxemira.
Alguns historiadores acreditam que o açafrão surgiu pela primeira vez na China com os invasores mongóis, através da Pérsia. O açafrão é mencionado em antigos textos médicos chineses, incluindo o grande Bencao Gangu ("Grande Herbário"), farmacopeia, um tomo que data de 1 600 a.C. e era atribuído ao imperador Shen-Ung, documentando milhares de tratamentos medicinais baseados em fitoterápicos para determinados distúrbios. No entanto, durante todo o século III d.C., os chineses se referiam ao açafrão como proveniente da Caxemira. O médico chinês especialista, Zhen Wan, escreveu que "o habitat do açafrão é na Caxemira, onde as pessoas o cultivam principalmente para oferecê-lo ao Buda". Wan refletiu sobre como o açafrão era usado em seu tempo: “Após alguns dias, a flor de açafrão seca e, assim, tem-se o açafrão. Seu valor está na sua cor amarela e uniforme. O açafrão pode ser usado para aromatizar vinhos”.
Nos tempos modernos, o cultivo do açafrão vem se alastrando até o Afeganistão devido aos esforços advindos da União Europeia e do Reino Unido. Juntos, estes promoveram o cultivo de açafrão entre os agricultores afegãos mais empobrecidos e sem recursos como uma alternativa de produção lucrativa e ilícita de ópio.

## Período pós-clássico europeu
O cultivo do açafrão na Europa sofreu uma redução acentuada após a Queda do Império Romano do Ocidente. Como consequência, durante muitos séculos, o cultivo do açafrão era raro ou praticamente inexistente em toda a Europa. Isto mudou quando a civilização islâmica se espalhou pelo Norte da África, fixando-se no processo na Península Ibérica, bem como por algumas regiões da França e no Sul da Itália. Há uma teoria que afirma que os árabes trouxeram o açafrão para a região de Poitiers após perderem a Batalha de Tours para Carlos Martel em 732 Dois séculos após a conquista da Espanha, os árabes plantaram açafrão nas regiões das províncias de Andaluzia, Castela, Mancha e Valência.
Na França, é provável que o cultivo de açafrão tenha iniciado durante o século XIII. Possivelmente, o crocus sativus se popularizou na Espanha e no Oriente Médio com os peregrinos, comerciantes e cavaleiros. Há registros de que foi usado pela primeira vez no sudoeste do Reino Unido por volta do ano de 1250. É provável que reis e religiosos tenham tentado cultivar o crocus sativus naquela época: o açafrão era raro, caro e muito requisitado. O crocus sativus podia ser cultivado em regiões de latitude na França. Até o século XIV, o uso do açafrão para apimentar e colorir a comida surgiu em livros de receitas, como "Viandier", escrito pelo cozinheiro Guilherme Tirel dos reis Carlos V (r. 1364–1380) e Carlos VI (r. 1380–1422). E, por volta do século XV, o cultivo local do açafrão passou a ser feito com os impostos cobrados pelo poder religioso, que revelam o quão importante foram as culturas de açafrão. Por exemplo, em 1478, o imposto cobrado pelo bispo de Albi referente ao açafrão atingiu 1/12 da produção de açafrão.

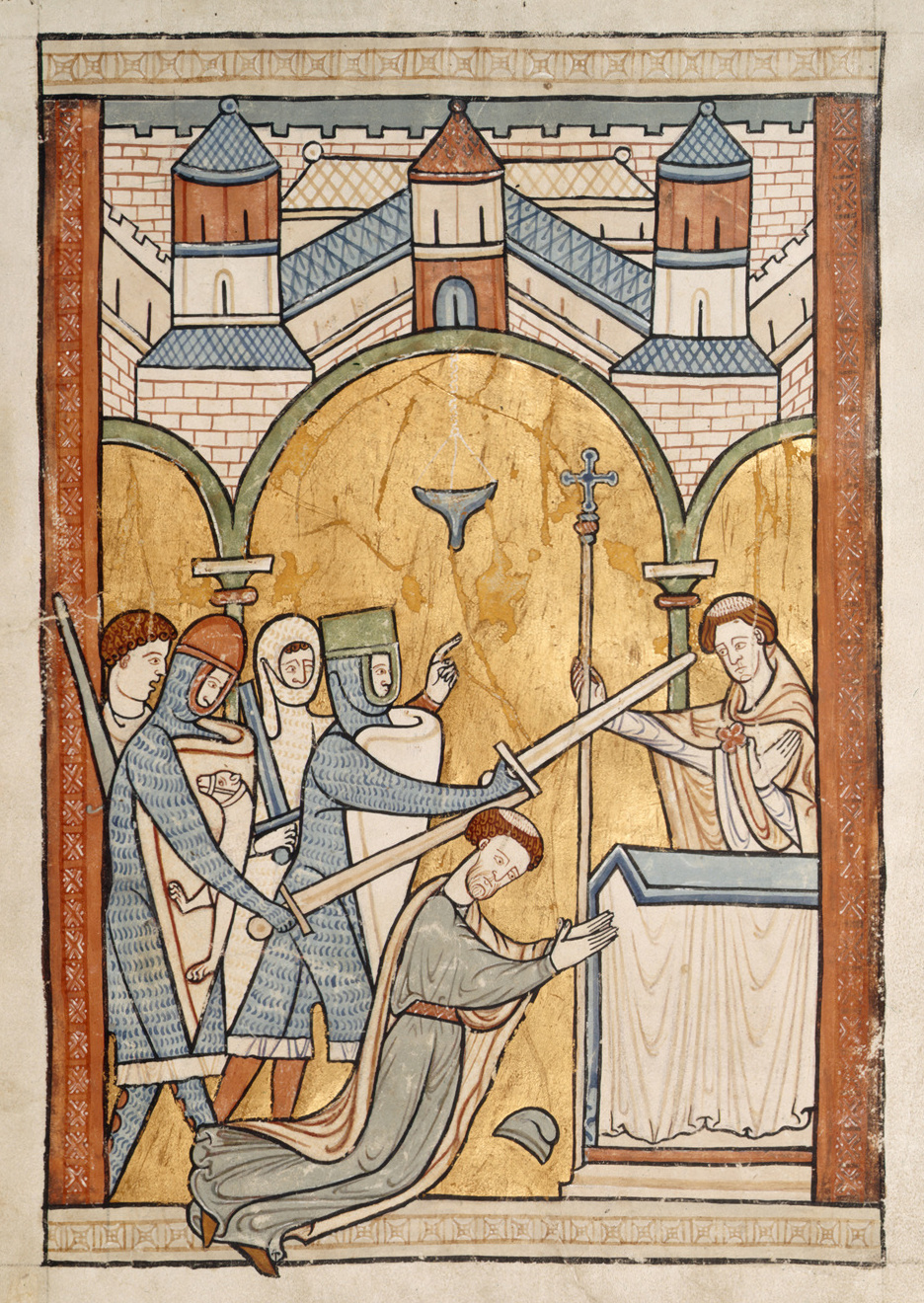
Em manuscritos medievais, tais como essa representação do assassinato do arcebispo da Cantuária, Tomás Becket, frequentemente se usava o açafrão para deixá-los com tons de amarelo e laranja.

A procura por açafrão aumentou na época em que a Peste Negra atingiu a Europa, entre 1347 e 1350. Dentre os que mais procuravam pela iguaria, estavam os infectados pela peste para utilizar o açafrão para fins medicinais. Mesmo assim, muitos dos agricultores que ainda o cultivavam acabaram morrendo. Grandes quantidades de açafrão não-europeu foram encontradas - portanto, houve importação. Os melhores fios de açafrão muçulmano estavam indisponíveis para os europeus por causa das hostilidades geradas pelas Cruzadas. Assim, Rodes e outros lugares eram os principais fornecedores para a Europa Central e do Norte. O açafrão foi um dos pontos de hostilidade entre o declínio da aristocracia rural e arrivista e os comerciantes cada vez mais ricos. A "Guerra do Açafrão", que durou 14 semanas, ganhou força quando 363 kg de açafrão foram roubado por nobres. A carga, que estava a caminho da cidade de Basileia, teria, no mercado de hoje, preços avaliados em mais de 500 000 dólares. Essa remessa finalmente voltou, mas o comércio do século XIII foi alvo de pirataria em massa. Os ladrões que operavam nas águas do Mediterrâneo muitas vezes ignoravam as joalherias e prefeririam roubar o açafrão comercializado em Gênova e no Vietnã, cujo destino era a Europa. Preocupada por tal aborrecimento, a Basileia plantou seus próprios bulbos. Vários anos de colheitas grandes e prósperas tornaram a Basileia uma cidade extremamente próspera comparada a outras cidades europeias. Os cidadãos procuraram proteger o seu estatuto proibindo o transporte de bulbos fora da cidade. Da mesma forma, guardas foram designados a impedir que os ladrões colhessem flores ou desenterrassem bulbos. No entanto, dez anos depois, a colheita de açafrão diminuiu e a cidade de Basel abandonou o hábito da colheita.
A região de Nurembergue se tornou o centro de comercialização de açafrão na Europa. Os comerciantes de Veneza seguiram adotando as regras de comercialização do Mediterrâneo, negociando produtos vindos da Sicília, França, Espanha, Áustria, Creta e Grécia, além do Império Otomano. Produtos falsificados também circulavam entre as mercadorias: embebidos em mel, misturados com pétalas de cravo-de-defunto ou mantidos em porões úmidos - tudo para agregar um volume rápido e barato. As autoridades de Nurembergue, irritadas, aprovaram o código Safranschou para regularizar o comércio de açafrão. Assim, falsificadores foram condenados, presos e executados por imolação. A Inglaterra foi o próximo país a ter a se tornar um grande produtor. Uma teoria afirma que a colheita se disseminou pelas regiões costeiras do Leste da Inglaterra no século XIV, durante o reinado de Eduardo III (r. 1327–1377). Nos anos seguintes, o açafrão passou a ser cultivado em toda a Inglaterra. Norfolk, Suffolk e o Sul do Condado de Cambridge foram especialmente acometidos com bulbos. Durante os séculos XVI e XVII, Rowland Parker apresentou seu cultivo na aldeia de Foxton como "feito por pessoas que detém uma pequena quantidade de terra". Um hectare de açafrão plantado poderia render uma colheita que possibilitaria "uma cultura muito rentável, uma vez que havia abundância de mão-de-obra não remunerada disponível; o trabalho não remunerado era uma das características básicas da agricultura e assim continuaria por mais dois séculos.”
Na França, a produção de açafrão se tornou considerável entre os séculos XVII e XVIII, chegando à marca de toneladas. Até então, o cultivo de açafrão se alastrou por todo o Reino Unido. O açafrão se desenvolveu principalmente em Albi, Angoumois, Gascônia, Gâtinais, Normandia, Périgord, Poitou, Provença e Quercy. Seu declínio misterioso começou no século XVIII, possivelmente devido a doenças fúngicas pandêmicas destruindo bulbos e safras, a invernos particularmente frios e ao mercado de concorrentes de países do Mediterrâneo.
Na Inglaterra, o cultivo continuou somente nos solos bem drenados do norte da zona rural de Essex. A cidade de Essex chamada Saffron Walden tem seu nome como um centro de cultura e comércio do açafrão. O nome original era Cheppinge Walden, mas foi modificado no intuito de intensificar a importância da cultura para o povo da cidade - nesta cidade, por exemplo, ainda se encontram flores de açafrão. Visto que a Inglaterra surgiu a partir da Idade Média, sentimentos puritanos ascendentes e novas conquistas ameaçaram o cultivo e o uso do açafrão pelos ingleses. Partidários puritanos favoreceram alimentos cada vez mais austeros, sem adornos e sem temperos. O açafrão também foi uma cultura de trabalho intensivo, que se tornou uma desvantagem crescente à medida que os salários e os custos de oportunidade do tempo aumentaram. E, então, um afluxo de especiarias mais exóticas do leste devido ao renascido comércio de especiarias, significava que os ingleses, bem como outros europeus, tinham vários temperos diferentes e mais baratos.
Essa tendência foi registrada pelo reitor de Manchester, o reverendo William Herbert. Ele coletou amostras e informações a respeito de diversos aspectos sobre o açafrão. Ele se preocupava com o declínio no cultivo de açafrão ao longo do século XVII e o início da Revolução Industrial. A introdução de milho e batatas, facilmente cultiváveis, que levou bulbos progressivamente ao longo terras, não ajudou. Além disso, a elite tradicionalmente composta pelo mercado de açafrão, estava agora cada vez mais interessada nos interessantes produtos recém-chegados, como chocolate, café, chá, e baunilha. O cultivo significativo de açafrão prevaleceu apenas no sul da França, na Itália e na Espanha, onde a colheita de açafrão era culturalmente primitiva.

## América do Norte

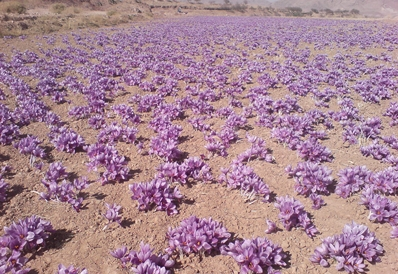
Campo de açafrão.

O açafrão trilhou seu caminho para o Novo Mundo quando milhares de alsacianos, alemães, anabatistas suíços, dunkers, entre outros, fugiram da perseguição religiosa na Europa. Eles se firmaram principalmente no leste da Pensilvânia, no vale do rio Susquehanna. Estes colonos, os quais ficaram conhecidos como “Pennsylvania Dutch”, cultivaram amplamente o açafrão por volta de 1730, depois dos primeiros bulbos serem levados para a América. A carga foi detida por alemães adeptos a uma igreja protestante conhecida como Schwenkfelder. Os schwenkfelders, como eram conhecidos os membros, eram grandes amantes de açafrão e o cultivaram de volta na Alemanha. O açafrão provindo da Pensilvânia Dutch foi logo comercializado com sucesso para os colonizadores espanhóis no Caribe, enquanto a demanda próspera foi assegurada em outros lugares, garantindo que preço listado do açafrão nas mercadorias da Filadélfia se comparasse ao do ouro.
No entanto, a Guerra de 1812 prejudicou muitos navios mercantes que exportavam açafrão americano para o exterior. Os produtores de açafrão da Pensilvânia foram posteriormente deixados com um inventário excedente e o comércio com o mercado caribenho nunca foi recuperado. No entanto, os produtores da Pensilvânia desenvolveram muitos usos para o açafrão então abundante em suas casas: tortas, pratos de macarrão, frango ou truta. O cultivo de açafrão perdurou até os tempos modernos, principalmente no Condado de Lancaster, na Pensilvânia.